# Benjamin Levich
Benjamin Levich, ursprünglich russisch Вениамин Григорьевич Левич, Wenjamin Grigorjewitch Lewitsch, (* 30. März 1917 in Charkiw; † 19. Januar 1987 in Englewood, New Jersey) war ein sowjetisch-US-amerikanischer Physikochemiker. Er gilt als einer der Begründer der physiko-chemischen Hydrodynamik.

## Leben
Levich studierte in Charkiw und am Staatlichen Pädagogischen Institut in Moskau, wo er bei Lew Landau promoviert wurde. In der Dissertation über Vorgänge in einer Galvanischen Zelle führte er auch rotierende Elektroden als Forschungsgegenstand ein. Danach ging er an das Institut für Kolloidchemie und Elektrochemie der Akademie der Wissenschaften, geleitet von Alexander Frumkin, und leitete dort von 1958 bis 1972 die Theoretische Abteilung. Er war von 1954 bis 1964 Professor für theoretische Physik am Moskauer Institut für Physik und Technologie und danach Professor für chemische Mechanik an der Lomonossow-Universität.
Wie seine beiden Söhne, die 1975 die Sowjetunion verließen, stellte er 1972 einen Ausreiseantrag aus der Sowjetunion. Damals kam es vermehrt zu Repressionen besonders gegen jüdische Wissenschaftler in der Sowjetunion. Er verlor seine Professur und die Leitung seines Postens am Institut. 1978 reiste er nach Israel aus und 1979 wurde er Albert Einstein Professor am City College of New York, wo er Direktor des Instituts für angewandte chemische Physik war. Außerdem war er Professor an der Universität Tel Aviv. Sein Nachfolger als Professor am City College war Andreas Acrivos.
Sein Sohn Evgeny Levin war Professor für Physik am City College.

## Werk
Neben physikochemischer Hydrodynamik (Turbulenz, Flüsse mit chemischen Reaktionen, Flüsse die durch Variation in der Oberflächenspannung dominiert werden u. a.) befasste er sich mit Elektrochemie, Stoßreaktionen in der Gasphase und Quantenmechanik von Elektronentransfer zwischen Ionen und Flüssigkeit und Elektroden und Ionen. Die Levich-Gleichung für den Strom in einer Lösung um eine rotierende Elektrode ist nach ihm benannt. Er bewies, dass die scheinbar paradoxe Eigenschaft von Luftblasen in viskosen Flüssigkeiten, die gleiche Steiggeschwindigkeit wie massive Kugeln gleicher Dichte zu haben, auf die Anreicherung von kleinen Mengen oberflächenaktiver Substanzen an der Gas-Flüssigkeitsgrenzfläche beruht. Außerdem zeigte er, dass überraschenderweise bestimmte Phänomene in viskosen Flüssigkeiten durch Gleichungen für nicht-viskose Flüssigkeiten beschrieben werden können (z. B. Dämpfung von Kapillarwellen, stetige Aufstiegsgeschwindigkeit nicht zu großer Blasen in Flüssigkeiten geringer Viskosität).

## Mitgliedschaften und Ehrungen, Ausreise aus der Sowjetunion
Er war korrespondierendes Mitglied der Sowjetischen Akademie der Wissenschaften (1958), verlor die Mitgliedschaft aber 1979, als er im Rahmen seines Ausreiseantrags die sowjetische Staatsbürgerschaft aufgab. Zahlreiche Wissenschaftler im Westen setzten sich für seine Ausreise ein (zum Beispiel auf einer Konferenz in Oxford 1977) und auch 1978 der US-Senator Edward Kennedy auf einem Besuch in der Sowjetunion. Er war einer der prominentesten Wissenschaftler und einziges Mitglied der Sowjetischen Akademie der Wissenschaften, dem in den 1970er und 1980er Jahren die Ausreise erlaubt wurde.
1977 wurde er auswärtiges Mitglied der Norwegischen Akademie der Wissenschaften und 1982 der National Academy of Engineering. 1973 erhielt er die Palladium Medal der American Electrochemical Society und 1977 die Faraday-Medaille.

## Schriften
- Veniamin G. Levich: Physicochemical Hydrodynamics, Englewood Cliffs, NJ: Prentice-Hall 1962
- Theoretical Physics: an advanced text, 4 Bände, Amsterdam: North Holland, 1970 bis 1973
  - Band 1: Theory of the electromagnetic field. Theory of relativity. 1970
  - Band 2: Statistical physics. Electromagnetic processes in matter. 1971
  - Band 3: Quantum mechanics. 1973
  - Band 4: Quantum statistics and physical kinetics. 1973